# Kostromská jaderná elektrárna
Kostromská jaderná elektrárna (rusky Костромская АЭС) je nedokončenou jadernou elektrárnou v Rusku. Nachází se v Kostromské oblasti poblíž města Buj a Čistye Bory, přibližně 75 kilometrů od Kostromy. Měla být jako první elektrárnou vybavena reaktory RBMKP-2400, ale později byl projekt revidován na RBMK-1500. Financování projektu bylo zastaveno v roce 1992. Dne 8. prosince 1996 se v Kostromské oblasti konalo referendum, během něhož 87 % hlasujících odmítlo myšlenku pokračovat ve výstavbě jaderné elektrárny.

## Historie a technické informace

### Počátky
V roce 1978 byla poprvé zpracována studie proveditelnosti výstavby jaderné elektrárny ve východní části středního Ruska. Dne 15. dubna 1980 byla stavba schválena ministrem energetiky SSSR, aby od 11. června 1980 mohly začít první stavební práce. Tým složený ze 44 odborníků vybral lokalitu 26. června 1980 poblíž osady Čistye Bory, jež byla posléze povýšena na město.
Původně měly být postaveny dva RBMKP-2400 o hrubém výkonu 2400 MW každý se čtyřmi 600 MW turbínami, ale již na počátku 80. let byl projekt změněn na dva RBMK-1500. Zařízení mělo ke chlazení využívat velké jezero, jehož hráze začaly být budovány v 80. letech a podobalo by se tomu, které je v Černobylu. Elektřina měla být rozváděna rozvodnou 500 kV a následně přetransformována na 220 kV, 110 kV, 10 kV a 6 kV.
V roce 1986 však došlo k černobylské havárii a od plánů vybudovat RBMK-1500 se nakonec upustilo. Vláda Kostromské oblasti hlasovala proti jaderné elektrárně 15. června 1990 poměrem hlasů 100 ku dvěma. Krátce nato se zhroutil Sovětský svaz, což vedlo k hospodářské krizi v Rusku. V důsledku toho bylo další financování projektu v roce 1992 zastaveno.

#### Po roce 1991
Po rozpadu Sovětského svazu Kostromská oblast znovu projevila zájem o jadernou elektrárnu v roce 1992, jelikož získala nové vedení. 21. dubna 1993 byla zadána nová studie proveditelnosti. V témže roce byla z darů místních obyvatel financována dostavba pomocného kotle, který fungoval na olej, aby se z něj získalo dálkové vytápění. Kvůli špatným podmínkám na staveništi však byla stavba postavena na nejnižší úrovni, takže krátce po jejím uvedení do provozu docházelo opakovaně k únikům ropy a úniku ropy do životního prostředí. V tuto chvíli již bylo podezření, že výstavba jaderné elektrárny bude pravděpodobně probíhat podobně. Minatom, tehdejší předchůdce Rosatomu navíc upozornil, že jaderná elektrárna nevyřeší finanční potíže Kostromské oblasti.
19. července 1994 bylo rozhodnuto postavit čtyři VPBER-600 o výkonu 600 MW každý. V rámci případné výstavby mělo proběhnout referendum, zda by obyvatelstvo akceptovalo jadernou elektrárnu. Referendum proběhlo navíc pod dohledem Greenpeace. Celkem se zúčastnilo 58,12 % občanů Kostromské oblasti, z toho 10,46 % bylo pro výstavbu jaderné elektrárny a 87,44 % bylo proti. Po referendu bylo plánování jaderné elektrárny zastaveno.
Skupina inženýrů z přilehlé dělnické osady Čistye Bory však podala proti referendu v roce 1999 žalobu, protože údajně porušovala ústavu a byla proto neplatná. Soud rozhodl proti referendu pro inženýry. 20. července 2000 bylo rozhodnuto nepokračovat v projektu s reaktory VPBER, nicméně byl projekt přepracován a zvoleny byly 4 čtyřsmyčkové tlakovodní reaktory VVER-1000/392, ale nikdy nedošlo k žádnému posunu.

### Centrální jaderná elektrárna
Dne 1. března 2007 byly zrušeny všechny předchozí vyhlášky, které bránily výstavbě jaderné elektrárny v Kostromské oblasti, jelikož bylo rozhodnuto projekt neopustit. Nová elektrárna by ale měla stát asi 10 kilometrů severozápadně od města Buj.
Dne 14. října 2008 bylo guvernérovi Kostromské oblasti předáno prohlášení o záměrech investovat do výstavby dvou jaderných reaktorů, podepsané Sergejem Kirijenkem, generálním ředitelem státní společnosti pro atomovou energii Rosatom. Původně byly zvoleny čtyři tlakovodní čtyřsmyčkové reaktory VVER-1200, ale později bylo toto rozhodnutí změněno a projekt nyní zahrnuje dva VVER-TOI. Celkový hrubý výkon elektrárny by měl činit 2510 MW.
V dubnu 2011 bylo oznámeno, že Rosatom obdržel licenci od Rostechnadzoru, ale výstavba se v následujících letech neplánuje.

## Informace o reaktorech
| Reaktor    | Typ reaktoru | Výkon   | Výkon   | Zahájení výstavby                        | Připojení k síti                         | Uvedení do provozu                       | Uzavření |
| Reaktor    | Typ reaktoru | Čistý   | Hrubý   | Zahájení výstavby                        | Připojení k síti                         | Uvedení do provozu                       | Uzavření |
| ---------- | ------------ | ------- | ------- | ---------------------------------------- | ---------------------------------------- | ---------------------------------------- | -------- |
| Kostroma-1 | RBMK-1500    | 1380 MW | 1500 MW | Přípravy na výstavbu zrušeny v roce 1992 | Přípravy na výstavbu zrušeny v roce 1992 | Přípravy na výstavbu zrušeny v roce 1992 |          |
| Kostroma-2 | RBMK-1500    | 1380 MW | 1500 MW | Přípravy na výstavbu zrušeny v roce 1992 | Přípravy na výstavbu zrušeny v roce 1992 | Přípravy na výstavbu zrušeny v roce 1992 |          |